# Richard G. Hovannisian
Richard Gable Hovannisian (arménien : Ռիչարդ Հովհաննիսյան), né à Tulare (Californie) le 9 novembre 1932 et mort le 10 juillet 2023 à Los Angeles, est un historien arméno-américain connu pour son histoire de la Première République d'Arménie en quatre volumes. Il est professeur émérite de l'Université de Californie à Los Angeles (UCLA).

## Biographie

### Origines familiales
Richard Hovannisian naît et grandit à Tulare, en Californie, au sein d'une famille ayant survécu au génocide arménien. Son père, Gaspar Gavroian, est né en 1901 dans le village de Bazmashen (ou Pazmashen, aujourd'hui Sarıçubuk), près de Kharpert, dans l'Empire ottoman. Il fuit le génocide et s'installe aux États-Unis vers 1920, où il adopte le nom de famille Hovannisian d'après le prénom de son père Hovhannes. En 1926, il se marie avec Siroon (Sarah) Nalbandian, elle aussi descendante de survivants des massacres. Ils ont ensemble trois fils : John (né en 1928), Ralph (né en 1930), et Richard Gable en 1932 (en hommage à Clark Gable).

### Formation et carrière
Il fait ses études à l'Université de Californie à Berkeley, où il obtient son Bachelor of Arts en 1954, puis à l'Université de Californie à Los Angeles (UCLA) où il obtient son Master of Arts en histoire en 1958 et son doctorat en 1966.
Il commence à travailler à l'Université de Californie à Los Angeles en 1962 et est associate professor au Mount St. Mary's College (Los Angeles) de 1966 à 1969. Formé selon la méthode de l'historien allemand Leopold von Ranke, ses premiers travaux abordent le sujet de la Première République d'Arménie (1918-1920). Sa thèse de doctorat, qui devait au départ être une histoire complète de cet État, finit par ne constituer que la première partie d'une histoire en quatre volumes. Elle est publiée sous le titre Armenia on the Road to Independence en 1967, tandis que les tomes suivants sont publiés entre 1971 et 1996.
En 1986, Richard Hovannisian est nommé premier titulaire de la chaire d'histoire arménienne contemporaine à l'UCLA. En 2011, il reçoit de la part de l'association des élèves de l'UCLA le titre de « Professeur le plus inspirant » (« Most Inspiring Teacher »).
Il est membre du conseil d'administration d'un certain nombre d'organisations universitaires et humanitaires, notamment la Fondation Facing History and Ourselves Foundation, l'International Institute on the Holocaust and Genocide, International Alert, la Fondation pour la Recherche sur l'architecture arménienne (Foundation for Research on Armenian Architecture) ou encore l'Armenian National Institute (ANI).
Il décroche la Bourse Guggenheim et a reçu au cours de sa carrière un certain nombre de récompenses. Il est entré dans les versions américaine et mondiale du Who's Who.
Il meurt le 10 juillet 2023 à Los Angeles.

### Vie privée
Richard Hovannisian épouse Vartiter Kotcholosian en 1957 à la Holy Trinity Armenian Church de Fresno. Ils ont ensemble quatre enfants : Raffi, Armen, Ani et Garo. Raffi est ministre des Affaires étrangères d'Arménie de 1991 à 1992 puis président du parti d'opposition arménien Héritage depuis 2013.

## Positions politiques
Lors d'une interview en 2006, il critique le gouvernement du président arménien Robert Kotcharian, dont il dénonce la nature autoritaire ; il ajoute que « l'Arménie ne doit pas devenir un État en déliquescence » (« Armenia must not become a failed state »).
Il prend part aux manifestations qui suivent l'élection présidentielle arménienne de 2013 lors de laquelle son fils Raffi arrive en deuxième position.

## Œuvre

### Sélection d'ouvrages
- (en) Armenia on the Road to Independence, 1918, University of California Press, 1967, 376 p. (ISBN 978-0520005747)
- (en) The Republic of Armenia, vol. I : The First Year, 1918-1919, University of California Press, coll. « Near Eastern Center, UCLA », 1971, 592 p. (ISBN 978-0-520-01984-3)
- (en) The Republic of Armenia, vol. II : From Versailles to London, 1919-1920, University of California Press, 1982, 603 p. (ISBN 978-0520041868)
- (en) The Republic of Armenia, vol. III : From London to Sèvres, February–August 1920, University of California Press, 1996, 528 p. (ISBN 978-0520088030)
- (en) The Republic of Armenia, vol. IV : Between Crescent and Sickle - Partition and Sovietization, University of California Press, 1996, 496 p. (ISBN 978-0520088047)
- (en) The Armenian Holocaust, Cambridge, Massachusetts, Armenian Heritage Press, 1980, 43 p. (ISBN 0935411054)

### Direction d'ouvrages
- (en) The Armenian People from Ancient to Modern Times, vol. I : The Dynastic Periods: From Antiquity to the Fourteenth Century, Palgrave Macmillan, 1997, 372 p. (ISBN 978-0-312-10169-5)
- (en) The Armenian People From Ancient to Modern Times, vol. II : Foreign Dominion to Statehood: The Fifteenth Century to the Twentieth Century, Palgrave Macmillan, 1997, 508 p. (ISBN 978-1-4039-6422-9)
- (en) Remembrance and Denial : The Case of the Armenian Genocide, Wayne State University Press, 1999, 328 p. (ISBN 978-0814327777)

### Sélection d'articles
- (en) « The Allies and Armenia, 1915-18 », Journal of Contemporary History, Sage Publications, vol. 3, no 1,‎ 1968, p. 145-168 (DOI 10.1177/002200946800300108, JSTOR 259971, lire en ligne)
- (en) « Simon Vratzian and Armenian Nationalism », Middle Eastern Studies, Taylor & Francis, vol. 5, no 3,‎ octobre 1969, p. 192-220 (DOI 10.1080/00263206908700129, JSTOR 4282291)
- (en) « Russian Armenia : A Century of Tsarist Rule », Jahrbücher für Geschichte Osteuropas, Franz Steiner Verlag, vol. 19, no 1,‎ mars 1971, p. 31-48 (JSTOR 41044266)
- (en) « Armenia and the Caucasus in the Genesis of the Soviet-Turkish Entente », International Journal of Middle East Studies, Cambridge University Press, vol. 4, no 2,‎ avril 1973, p. 129-147 (DOI 10.1017/s0020743800027409, JSTOR 162238, lire en ligne)
- (en) « Dimensions of Democracy and Authority in Caucasian Armenia, 1917-1920 », The Russian Review, Wiley, vol. 33, no 1,‎ janvier 1974, p. 37-49 (DOI 10.2307/127620, JSTOR 127620)